# Marmeleira e Assentiz
Marmeleira e Assentiz (llamada oficialmente União das Freguesias de Marmeleira e Assentiz) es una freguesia portuguesa del municipio de Rio Maior, distrito de Santarén.

## Historia
Fue creada el 28 de enero de 2013 en aplicación de una resolución de la Asamblea de la República de Portugal promulgada el 16 de enero de 2013 con la unión de las freguesias de Assentiz y Marmeleira, pasando su sede a estar situada en la antigua freguesia de Marmeleira.

## Demografía
| Gráfica de evolución demográfica de Marmeleira e Assentiz entre 2011 y 2021 |
|                                                                             |
| Datos según el nomenclátor publicado por el INE portugués.                  |